# Jorge Alberto Sabato
Jorge Alberto Sábato (4 de junho de 1924 - 16 de novembro de 1983) foi um físico e tecnólogo argentino de formação científica autodidacta, destacado no campo da metalurgia e do ensino da física. É reconhecido por seu contribua ao estudo das políticas científico-tecnológicas, onde destaca a formulação do triângulo de Sabato.

## Biografia
Filho de Vicente Esteban Sabato (irmão do escritor argentino Ernesto Sabato) e Brígida Condron. Estudou na Escola Normal de Quilmes onde se recebeu de maestro em 1942. Em julho de 1947 se recebeu de professor em Física no Instituto Nacional de Profesorado Secundário da cidade de Buenos Aires. Mal egresado foi professor das Escolas Municipais Raggio. Ali começou a trabalhar, junto com Alberto Maiztegui, num livro de física para a escola secundária que finalmente publicaram em 1951. Ele era um membro ativo na União Cívica Radical.
Especializou-se de forma autodidacta em metalurgia, enquanto trabalhava como jornalista para ganhar-se a vida. Baixo diferentes pseudónimos, escreveu artigos sobre ciência e tecnologia para os diários Crítica e A Imprensa e as revistas Que sucedeu em Sete Dias e Veja e Leia.
Em 1952 armou um pequeno laboratório de investigação para a empresa Decker na que trabalhou até 1954 quando criou a empresa IMET (Investigações Metalúrgicas). Em dezembro desse ano, durante o governo de Juan Perón, somou-se à Comisión Nacional de Energía Atómica (CNEA, Comissão Nacional de Energia Atómica). Dentro da CNEA formou o Departamento de Metalurgia cujo principal objectivo era brindar apoio ao inconcluso Plano Nuclear que prevía a construção de cinco centrais para o ano 2000. Ademais, em 1962 criou-se a sua instância o Serviço de Assistência Técnica à Indústria (SATI).  Foi diretor do Departamento até 1968 quando passa a se desempenhar como Gerente de Tecnologia da CNEA. Em 1968 criou o Curso Panamericano de Metalurgia, onde científicos de toda América compareciam e comparecem a se instruir nos últimos avanços na matéria.
Em 1971 foi nomeado presidente de Servicios Eléctricos del Gran Buenos Aires (SEGBA, Serviços Elétricos do Grande Buenos Aires). Desde esse lugar criou a Empresa Nacional de Investigación y Desarrollo Eléctrico (ENIDE, Empresa Nacional de Investigação e Desenvolvimento Elétrico), que segundo palavras de Sabato tinha dois objectivos:
- "de produzir e comercializar tecnologia elétrica" e

- "servir de modelo de demonstração, que permita organizar outras fábricas de tecnologia em outros sectores".[6]

Escreveu vários livros e artigos jornalísticos além dos de ordem científica. Publicou trabalhos científicos em espanhol, francês, inglês, português e alemão.
Casou-se com Lydia Añez. Sua filha Hilda Sabato é uma destacada historiadora, professora titular da Universidade de Buenos Aires e pesquisadora principal do Consejo Nacional de Investigaciones Científicas y Técnicas (CONICET) especializada em história política e social argentina e latinoamericana do século XIX . Seus primos, filhos de Ernesto Sábato, são Jorge Federico Sabato e Mario Sabato.

## Pensamento e legado
Hoje o Instituto Jorge A. Sabato, dependente da UNSAM e a CNEA, é o herdeiro do curso panamericano de metalurgia e, após sua morte, leva seu nome como homenagem.

## Obras
- Introducción a la física I y II (em colaboração com Alberto P. Maiztegui)
- SEGBA: cogestión y Banco Mundial (1971)
- Transferencia de tecnología: una selección bibliográfica (1978)
- Ensayos en campera (1979)
- La producción de tecnología. Autónoma o transnacional (1982)
- Ensayos con humor (1983)
- El pensamiento latinoamericano en la problemática ciencia - tecnología - desarrollo - dependencia (2011)

## Prêmios e distinções
- "Ordem Nacional das Palmas Académicas", no grau de "Oficial". Outorgada pelo Governo da França em 1965.
- Prêmio Olivetti pelo trabalho "Estudo de preinversión de uma central nuclear para a zona do Grande Buenos Aires e Litoral". 1966.
- "Premeio Programa Multinacional de Metalurgia". Outorgado pela OEA em 1972.